# Otto Ruge
Otto Ruge (9 de gener de 1882 - 15 d'agost de 1961) va ser un general noruec. Ruge va ser el comandant en cap de les Forces Armades Reials de Noruega després de l'assalt de l'Alemanya nazi a Noruega l'abril de 1940.

## Biografia
Ruge va créixer a Kristiania (Oslo) en una família amb fortes tradicions militars. Va assistir a l'escola de la catedral d'Oslo. Amb només 20 anys, era militar. Va assistir al Col·legi Militar de Noruega (1905) i va fer l'examen d'Estat Major (1915). El coronel Otto Ruge es va convertir en cap de l'Estat Major el 1933. El 1938 va renunciar al càrrec i va ser nomenat inspector general d'infanteria.

### Segona Guerra Mundial
[ editar ]
El 1940, el coronel Ruge va ser ascendit a general de divisió i va assumir el comandament després que l'antic comandant en cap, el major general Kristian Laake, que se suposava que es retirava uns dies després de l'atac alemany a Noruega, mostrés una actitud derrotista i, en conseqüència, fos rellevat del comandament. El general Ruge va persuadir el govern de lluitar contra els invasors alemanys. Estava convençut que la lluita seria vital per al país i l'autoestima de la nació, però prou pragmàtic per adonar-se que la necessitat d'ajuda aliada era crucial per tenir èxit. Ruge tenia una tasca difícil a les seves mans: va rebre el comandament d'un exèrcit només parcialment mobilitzat. Noruega ja havia perdut totes les grans ciutats davant dels alemanys, a més els alemanys havien establert la superioritat aèria. La pèrdua d'un dels pocs regiments d'infanteria disponibles, el tercer regiment d'infanteria noruec (el seu comandant es va rendir sense disparar un tret, creient falsament que estava envoltat), va empitjorar encara més la situació.
L'estratègia principal de Ruge era retirar-se lentament cap al nord i establir una línia de defensa al sud de Trondheim mentre esperava que els aliats reconqueressin aquesta ciutat. Tanmateix, els aliats van llançar les seves pinces cap a Trondheim massa tard i massa lluny del seu destí. Com a resultat d'això, diverses de les forces de pinça es van enredar en combat abans que es pogués llançar l'atac contra la ciutat.

### Avaluació de l'estratègia
Les eleccions de Ruge han estat posteriorment criticades. El major general retirat Torkel Hovland afirma que el general Ruge va ser en gran part responsable de la facilitat amb què les forces alemanyes van poder ocupar Noruega. Això es va deure en part al seu apaivagament amb el partit laborista i al seu arrasament de l'exèrcit noruec durant la dècada de 1930 i en part a causa del seu fracàs en muntar una defensa més activa i decidida al centre de Noruega.
Tanmateix, altres historiadors militars han contestat aquestes opinions; incloent Terje Holm i Kjetil Skogrand, ambdós vinculats al Partit Laborista de Noruega. Terje Holm al Museu de les Forces Armades de Noruega afirma que l'Exèrcit de Mobilització noruec tenia les armes necessàries, però que l'Exèrcit mai es va mobilitzar a causa dels malentesos i la sorpresa de l'atac alemany, i que la naturalesa ad hoc de les unitats noruegues mobilitzades aleatòriament dràsticament va dificultar les seves operacions, així com la seva capacitat de contraatac. Kjetil Skogrand, exsecretari d'Estat del Ministeri d'Afers Exteriors, va percebre les crítiques de Hovland a Ruge com a comentaris sobre les polítiques de defensa actuals de Noruega més que relacionats amb les estratègies reals d'Otto Ruge. Skogrand també ha criticat Hovland per comparar l'estil de lluita més actiu del general Carl Gustav Fleischer al voltant de Narvik amb l'estil més defensiu de Ruge més al sud. Fleischer, a causa de la distància geogràfica del nord de Noruega d'Alemanya, es veu com gaudint de l'avantatge de més temps per entrenar i mobilitzar les seves forces, i sent menys molestat per la Luftwaffe.
Parcialment en contrast amb el que afirmen Terje Holm i Torkel Hovland, l'historiador militar Tom Kristiansen subratlla que tot i que Otto Ruge va participar en la reducció de l'exèrcit noruec a principis dels anys trenta, també va advertir contra la nova amenaça després de 1935 i va assenyalar la debilitat del sistema de mobilització noruec.
Ruge va ser evacuat després de la caiguda del sud de Noruega i va participar en la batalla de Narvik. Després de la retirada de les forces aliades, va romandre a Noruega per negociar la rendició de l'exèrcit noruec restant. Posteriorment, va ser arrestat pels alemanys i enviat a Alemanya per a la resta de la guerra.

### Post Segona Guerra Mundial
Després de la guerra, Ruge va ser ascendit a tinent general i va ser reintegrat breument com a comandant en cap, però es va enfrontar amb els seus superiors polítics. Les seves memòries de la campanya de 1940 es van publicar a Noruega amb el títol Felttoget 1940. El general Otto Ruge va ser nomenat Cavaller Gran Creu del Reial Orde Noruec de Sant Olaf i va rebre el Collar de la mateixa ordre pel seu servei a la nació durant la Segona Guerra Mundial. També se li va donar la residència dels quarters comandants del fort de Høytorp a Mysen a Østfold fins a la seva mort el 1961.

## Dates de promoció
Alferes – 1902
(...)
Coronel – 1 d'agost de 1933
General de divisió – 10 d'abril de 1940
Tinent general - 16 de juliol de 1945

## Condecoracions
Gran Creu de Sant Olaf amb Collar
 Medalla de la Defensa 1940–1945
 Comandant de l'orde de Dannebrog (Dinamarca)
 Comandant de l'orde de l'Espasa (Suècia)
 Gran oficial de la Legió d'Honor (França)
 Creu de Cavaller de l'orde of Virtuti Militari (Polònia)
 Estrella de Bronze (Estats Units)